# بلندآوای سیاه‌وسفید
بلندآوای سیاه‌وسفید (نام علمی: Lalage melanoleuca) گونه‌ای از پرندگان خانواده کوکوسنگ‌چشمان (Campephagidae) و بومی فیلیپین است.
زیستگاه طبیعی آن جنگل‌های جلگه‌ای نمناک نیمه‌گرمسیری یا گرمسیری است.